# スプリングフィールド (ミズーリ州)

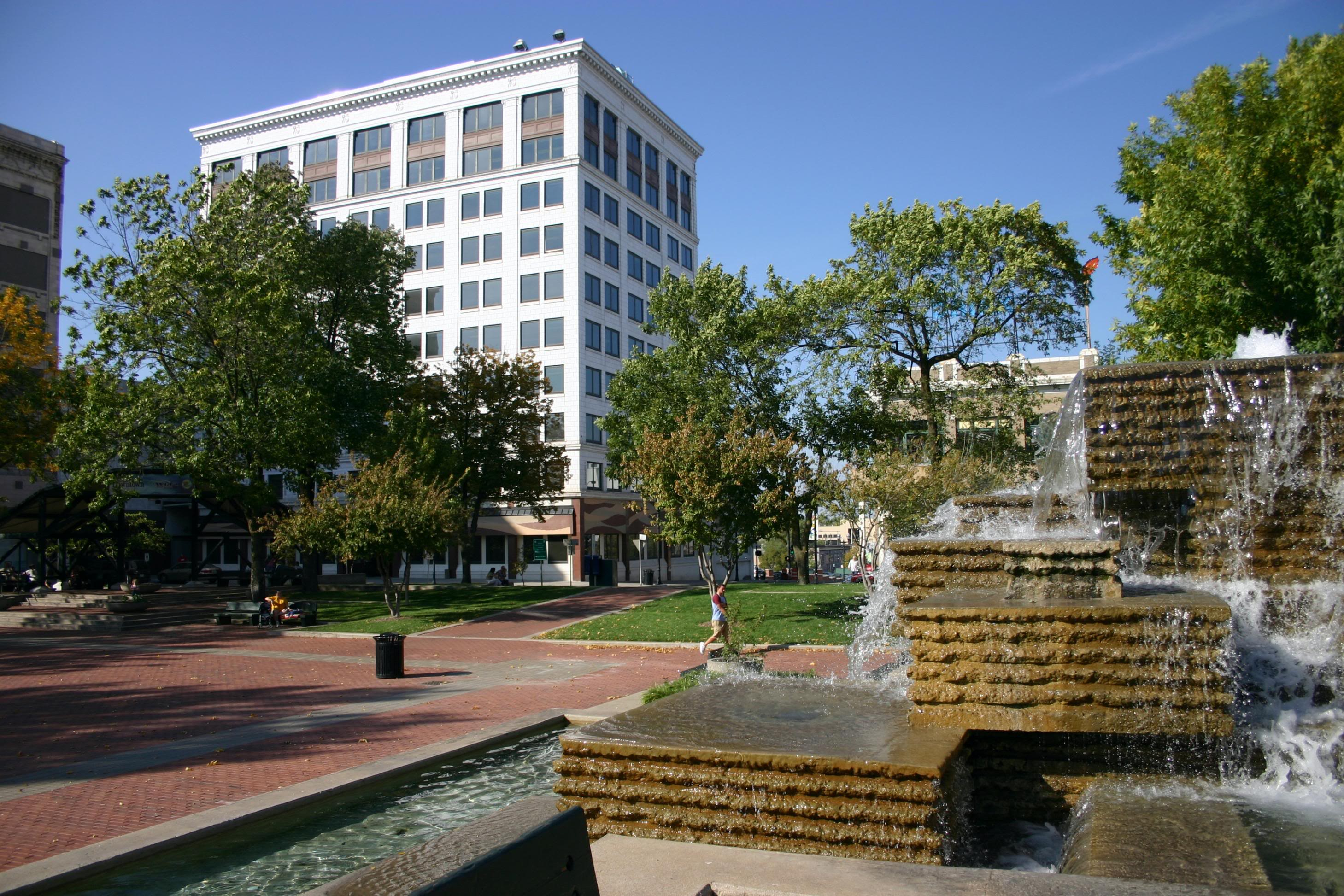
中央広場

スプリングフィールド（Springfield）は、アメリカ合衆国ミズーリ州の都市。人口は16万9176人（2020年）で、州第3の規模である。グリーン郡の郡庁とミズーリ州立大学が立地する。市名の由来については諸説あるが、マサチューセッツ州の同名の都市スプリングフィールドから取ったという説が有力である。
スプリングフィールドは「ルート66発祥の地」として知られている。また、同市は俳優ブラッド・ピットが少年期を過ごした街としても知られる。アッセンブリーズ・オブ・ゴッドが本部を置いているのも、このスプリングフィールドである。
群馬県伊勢崎市の姉妹都市である。

## 歴史
スプリングフィールドは1829年にジョン・ポルク・キャンベル（John Polk Campbell）によって計画された。翌1830年には最初の住民が町に住みついた。1835年にはグリーン郡の郡庁所在地となり、1838年には正式な市となった。このときの人口は300人であった。
南北戦争では、スプリングフィールドは激戦地のひとつであった。1861年8月10日、スプリングフィールドから約20kmのウィルソンズ・クリーク（Wilson's Creek）で南北両軍が激突した（ウィルソンズ・クリークの戦い）。連邦軍はローラ（Rolla）に撤退し、スプリングフィールドは南部連合の占領下に入った。しかし翌1862年には連邦軍が再びこの地に進軍し、南部連合軍はスプリングフィールドから撤退した。さらにその翌年、1863年1月8日には南部連合軍の進軍により、スプリングフィールドそのものが戦場と化した。このとき連邦軍は南部連合軍を撃退し、スプリングフィールドの防衛に成功した。
南北戦争後、1870年にはスプリングフィールドに初めての鉄道が開通した。この鉄道はセントルイスとサンフランシスコを結ぶものであった。1888年には初めての郵便配達が行われた。
1905年、3人のアフリカン・アメリカン男性が白人女性を強姦したとしてリンチにあった。実際には強姦の事実はなかった。この事件により、アフリカン・アメリカンの市外流出が始まった。現在においても、スプリングフィールドの黒人人口率は非常に低い（人口動勢の節も参照のこと）。
1926年、国道システムが整備され、スプリングフィールドには2本の重要な国道が創設された。1つはスプリングフィールドとバージニアビーチを結ぶ国道60号線で、議論の末に路線が決定された。もう1つはシカゴとロサンゼルスを結ぶ国道66号線である。この国道は「ルート66」と呼ばれ、長きにわたって人々に親しまれた。この国道のもととなった道がスプリングフィールドとセントルイスを結ぶ古い道であったことから、スプリングフィールドは「ルート66発祥の地」と呼ばれるようになった。しかし、市内を通るI-44をはじめとする州間高速道路網の発達により、国道66号線は1985年に廃線となった。その後1990年、スプリングフィールドには全米初めてのHistoric Route 66（旧国道66号線）の標識が立てられた。
2003年、スプリングフィールド市当局は市内のレストランでの喫煙を一部の例外を除き禁止する条例を定めた。
2004年11月、住民投票により石炭発電所の建設計画は廃案となった。住民の多くが石炭発電所による汚染を危惧したことが反対票につながった。地元電力会社は地域一帯の電力需要を満たす代案を出すため、各方面からの調査に乗り出した。
2005年、スプリングフィールドにキャンパスを構えるサウスウェスト・ミズーリ州立大学（Southwest Missouri State University）はミズーリ州立大学と改称した。
2005年8月、スプリングフィールド市はグリーン群南東部を合併する計画を発表した。しかし、周辺町村との折り合いがつかず、訴訟に発展したこともあって、合併計画は白紙に戻された。

## 地理
スプリングフィールドは、北緯37度11分42秒 西経93度17分10秒 / 北緯37.19500度 西経93.28611度（37.195098, -93.286213）に位置している。
アメリカ合衆国統計局によると、スプリングフィールド市は総面積191.1km²（73.8mi²）である。そのうち189.5km²（73.2mi²）が陸地で1.7km²（0.6mi²）が水域。総面積のうち0.87%が水域である。

## 名所

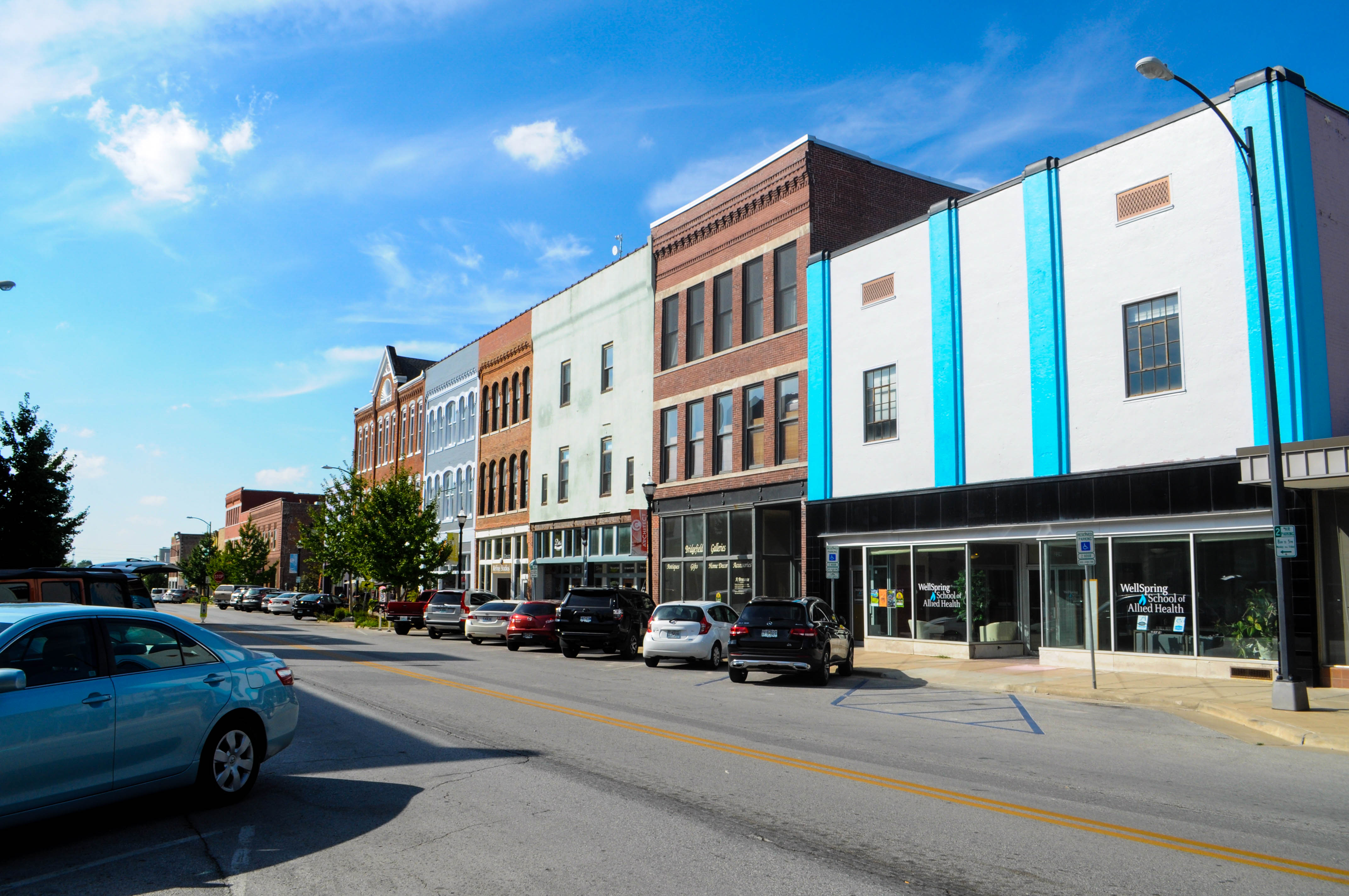
ダウンタウン

- 旧国道66号線 - The Mother Roadという別名でも知られるこの歴史ある道はスプリングフィールドを通っていた。現在はカーニー通り（Kearney Street）、グレンストーン通り（Glenstone Avenue）、セントルイス通り（St. Louis Street）、カレッジ通り（College Street）、チェストナット高速道路（Chestnut Expressway）の各通りとなっている。
- 鉄道歴史博物館（Railroad Historical Museum） - グラント・ビーチ公園（Grant Beach Park）内に立地。セントルイス・サンフランシスコ間を走った蒸気機関車など、鉄道に関する展示物が多数並ぶ。公園内のプールやピクニック・エリアに隣接している。
- アボウ・ベン・アデム寺院（Abou Ben Adhem Shrine Mosque） - セントルイス通り（St. Louis Street）に位置する。国指定史跡。
- アッセンブリーズ・オブ・ゴッド本部
- バス・プロ・ショップス（Bass Pro Shops）
- ディッカーソン公園動物園（Dickerson Park Zoo） - アジア象の繁殖で知られる。
- ディスカバリー・センター・オブ・スプリングフィールド（Discovery Center of Springfield） - 子供対象の科学博物館。
- ファンタスティック・ケイバンズ（Fantastic Caverns）
- インクレディブル・ピザ社（Incredible Pizza Company）
- ジェファーソン通り歩道橋（Jefferson Avenue Footbridge） - 築100年を超える歩道橋。長さ171m（562フィート）。列車見学の名所となっている。
- フアニタ・K・ハモンズ演技芸術ホール（Juanita K. Hammons Hall for the Performing Arts） - ミズーリ州立大学内の多目的ホール。
- ランダース劇場（Landers Theatre） - 1909年建立。修復されたバロック・ルネサンス様式のこの劇場は国指定史跡となっている。
- ミズーリ州スポーツの殿堂（Missouri Sports Hall of Fame）
- ミズモト・ストロール・ガーデン（Mizumoto Stroll Garden） - ナサネイル・グリーン公園（Nathanael Greene Park）にある日本庭園。群馬県伊勢崎市との姉妹都市提携を記念して造園された。
- スプリングフィールド国立墓地（Springfield National Cemetery） - 全米で唯一、南北戦争の南北両軍の戦没者を埋葬している墓地。
- ピシアン・キャッスル（Pythian Castle）
- スプリングフィールド・カーディナルズ（Springfield Cardinals） - マイナーリーグ（AA）の野球チーム。
- ウィルソンズ・クリーク国指定古戦場（Wilson's Creek National Battlefield） - 南北戦争の戦場跡。
- ワンダーズ・オブ・ワイルドライフ（Wonders of Wildlife） - 2001年に開館した博物館・水族館。225種以上の動物や淡水・海水魚を飼育している。

## 交通
市の玄関口となっている空港はスプリングフィールド・ブランソン地域空港（Springfield-Branson Regional Airport）である。
市の北側を州間高速道路44号線が東西に走っている。I-44はセントルイスとタルサを結ぶ高速道路である。セントルイスは北東へ約350km（所要約3時間半）、タルサは南西へ約290km（所要約3時間）である。また、保養地ブランソンへは国道65号線を南へ約70km、所要1時間ほどである。カンザスシティへは州道13号線が通じている（北へ約270km、所要約4時間）。
スプリングフィールドは国道システム創設時の国道のひとつ、国道60号線の西の終点である（東の終点はバージニアビーチ）。創設当時はダウンタウンを終点としていたが、現在の国道60号線は市の南を走るジェームス・リバー・フリーウェイ（James River Freeway）となっている。また、市の至るところで旧国道66号線の跡をたどることができる。
市内をBNSF鉄道（旧バーリントン・ノーザン鉄道）の線路が走っている。しかし、アムトラックの駅はない。

## 人口動態
以下は2000年国勢調査における人口統計データである。
| 基礎データ - 人口: 151,580人 - 世帯数: 64,691世帯 - 家族数: 35,709家族 - 人口密度: 800.0人/km²（2,072.0人/mi²） - 住居数: 69,650軒 - 住居密度: 367.6軒/km²（952.1軒/mi²） 人種別人口構成 - 白人: 91.69% - アフリカン・アメリカン: 3.27% - ネイティブ・アメリカン: 0.75% - アジア人: 1.36% - 太平洋諸島系: 0.09% - その他の人種: 0.88% - 混血: 1.95% - ヒスパニックまたはラテン系: 2.31% 年齢別人口構成 - 18歳未満: 19.9% - 18-24歳: 17.4% - 25-44歳: 28.0% - 45-64歳: 19.8% - 65歳以上: 14.9% - 年齢の中央値: 34歳 - 性比（女性100人あたり男性の人口） - 総人口: 92.9 - 18歳以上: 90.0 | 世帯と家族（対世帯数） - 18歳未満の子供がいる: 24.0% - 結婚・同居している夫婦: 40.7% - 未婚・既婚・死別女性が世帯主: 10.9% - 非家族世帯: 44.8% - 単身世帯: 35.3% - 65歳以上の老人1人暮らし: 11.6% - 平均構成人数 - 世帯: 2.17人 - 家族: 2.82人 収入と家計 - 収入の中央値 - 世帯: 29,563米ドル - 家族: 38,114米ドル - 性別 - 男性: 27,778米ドル - 女性: 20,980米ドル - 人口1人あたり収入: 17,711米ドル - 貧困線以下 - 対人口: 15.9% - 対家族数: 9.9% - 18歳未満: 19.1% - 65歳以上: 7.9% |

## 別名
- スプリングフィールドはThe Queen City of the Ozarksという別名を持っている。

- また、スプリングフィールドはThe Birthplace of Route 66（ルート66発祥の地）とも呼ばれる。パーク・セントラル・スクエア（Park Central Square）には、ミズーリ州のルート66協会から寄贈された記念碑が建っている。